# 迪默
迪默（德語：Dümmer，發音：[ˈdʏmɐ] ⓘ）是德国梅克伦堡-前波美拉尼亚州路德维希斯卢斯特-帕尔希姆县的市镇，面积31.52平方千米，2023年12月31日人口为1,575人。